# ديف وارنر
ديف وارنر (بالإنجليزية: Dave Warner)‏ هو مغني وكاتب أغاني أسترالي، ولد في 1953 في Bicton, Western Australia ‏ في أستراليا.

## وصلات خارجية
- الموقع الرسمي
- ديف وارنر على موقع IMDb (الإنجليزية)
- ديف وارنر على موقع قاعدة بيانات الفيلم (الإنجليزية)